# چاپل-اندرلویچه
چاپل-اندرلویچه (به لهستانی:  Czaple-Andrelewicze) یک روستا در لهستان است که در گمینا رپکی واقع شده‌است.